# Gustaf Olsson i Broddbo
Eric Gustaf Olsson (i riksdagen kallad Olsson i Broddbo), född 15 december 1876 i Västerfärnebo socken, död 27 februari 1962 i Sala, var en svensk handelsman och politiker (frisinnad). 
Gustaf Olsson var handlande i Västerfärnebo 1902–1920 och därefter i Broddbo i Sala socken, där han också förestod den lokala poststationen. Han var även aktiv i missionsrörelsen.
Olsson var riksdagsledamot 1925–1928 i andra kammaren för Västmanlands läns valkrets och tillhörde, såsom representant för Frisinnade landsföreningen, Frisinnade folkpartiet i riksdagen.